# Silvio Dellagiovanna
Silvio Dellagiovanna (Lodi, 16 gennaio 1968) è un ex calciatore italiano, di ruolo attaccante.
Con i suoi 176 gol totali è il miglior marcatore della storia del Fanfulla; ha inoltre messo a segno in totale 52 gol con la maglia del Mantova, che fanno di lui il terzo miglior marcatore della storia della squadra virgiliana alla pari con Sauro Frutti.

## Biografia
È originario di San Martino in Strada, in provincia di Lodi, dove vive attualmente.
Ha 3 figli, di cui uno ha giocato nelle file del Fanfulla.

## Carriera
Esordisce nel 1987 con il Fanfulla, con cui gioca per tre stagioni consecutive nel Campionato Interregionale; nella stagione 1990-1991 mette a segno 10 gol in 31 presenze in Interregionale al Voghera, per poi tornare al Fanfulla con cui nella stagione 1991-1992 totalizza 33 presenze e 9 gol. Nelle due stagioni successive mette a segno rispettivamente 14 e 17 gol, mentre nella stagione 1994-1995 realizza 26 gol in 33 presenze, venendo poi ceduto al Collecchio, dove gioca due anni nel Campionato Nazionale Dilettanti con complessive 60 presenze e 35 reti. Nel 1997 gioca per la prima volta in un campionato professionistico, in Serie C2 con il Mantova, mettendo a segno 12 gol in 32 presenze; l'anno seguente va invece a segno 19 volte in 33 presenze, venendo acquistato dalla Pistoiese con cui nella stagione 1999-2000 gioca 4 partite senza mai segnare in Serie B; i toscani lo cedono a stagione in corso al Padova, con cui nella parte finale della stagione mette a segno 7 gol in 29 presenze in Serie C2. Torna quindi al Mantova, giocando altri due campionati consecutivi in Serie C2 per un totale di 55 presenze e 20 gol; dopo un anno in Serie D al Voghera (33 presenze e 17 gol) torna per la terza volta in carriera a vestire la maglia del Fanfulla, con cui gioca per altri cinque anni consecutivi (i primi 2 in Eccellenza e gli ultimi 3 in Serie D) per poi ritirarsi dopo un'ulteriore stagione nelle serie minori al Casale Vidolasco. In carriera ha segnato complessivamente 309 gol in partite ufficiali.

### Allenatore
Dopo aver smesso di giocare ha iniziato ad allenare gli Allievi del Fanfulla, lasciando la panchina dopo due stagioni consecutive. Ha iniziato ad allenare a livello di prima squadra nel giugno 2013, quando ha assunto il ruolo di allenatore della Paullese in Promozione.

Nel 2016 passa all'Atletico San Giuliano in Eccellenza. Il 9 ottobre 2016, il pareggio interno con il Brera (1-1) gli costa la panchina, venendo esonerato il giorno stesso.

## Palmarès

### Giocatore

#### Competizioni regionali
- Eccellenza: 1

Fanfulla: 2004-2005